# Villar da Torre (La Coruña)
Villar da Torre (en gallego y oficialmente, Vilar da Torre) es una aldea española situada en la parroquia de Lañas, del municipio de La Baña, en la provincia de La Coruña, Galicia.

## Demografía
| Gráfica de evolución demográfica de Vilar da Torre entre 2000 y 2018 |
|                                                                      |
| Datos según el nomenclátor publicado por el INE.                     |